# Notarctia mexicana
Notarctia mexicana là một loài bướm đêm thuộc phân họ Arctiinae, họ Erebidae.